# Брошу, Даг
Ду́глас Марк «Даг» Брошу́ (англ. Douglas Mark "Doug" Brochu, род. 29 сентября 1990, Фейетвилл) — американский актёр телеканала Disney Channel. Брошу сыграл роли во многих телесериалах этого канала.

## Биография
Даг Брошу родился в Фейетвилле, штат Северная Каролина, 29 сентября 1990 года. У него есть старший брат актёр Крис Брошу, сыгравший Рэя Бича в фильме «Лимонадный рот».

## Избранная фильмография
| Год       |     | Русское название         | Оригинальное название              | Роль           |
| --------- | --- | ------------------------ | ---------------------------------- | -------------- |
| 2007      | с   | Зоуи 101                 | Zoey 101                           | Блатцберг      |
| 2007—2008 | с   | АйКарли                  | iCarly                             | Дюк Либберман  |
| 2008      | мс  | На замену                | The Replacements                   | Терренс        |
| 2009—2011 | с   | Дайте Санни шанс         | Sonny with a Chance                | Грейди Митчелл |
| 2010—2012 | с   | Два короля               | Pair of Kings                      | Угги           |
| 2011      | мс  | Сорвиголова Кик Бутовски | Kick Buttowski: Suburban Daredevil | Эбби           |
| 2011      | мс  | Рыбология                | Fish Hooks                         | Лонни          |
| 2011—2012 | с   | Как попало!              | So Random!                         | Грейди Митчелл |
| 2014      | кор |                          | Obituaries                         | Келвин Родерик |
| 2021      | с   | Возвращение АйКарли      | iCarly                             | Дюк Либберман  |